# Solid (KDE)
Solid – framework integracji sprzętowej dla KDE4, który działa na podobnych zasadach jak Phonon: zamiast zajmować się bezpośrednio obsługą sprzętu, tworzy wspólne API dla istniejących rozwiązań. Używa udev, NetworkManager i BlueZ, oficjalny stos obsługi Bluetooth dla Linuksa. Pomimo to istnieje możliwość zastąpienia każdego z tych komponentów bez przerywania programów, co zwiększa przenośność programów używających Solid. Trwają prace nad opracowaniem wersji dla Microsoft Windows wykorzystującej Windows Management Instrumentation.
Solid jest podzielony na wiele niezależnych od siebie „domen” sprzętowych, które mogą być dodawane w zależności od potrzeb, na przykład jedna może zarządzać Bluetooth, a druga zarządzaniem energią. Jest często używany w KDE SC 4 wraz z popularnymi programami, co pozwala na lepsze wykorzystywanie sprzętu przez programy i ułatwia ich tworzenie.